# Ç
Ç, ç (C-седіль) — літера розширеної латинки, утворена з латинської літери C додаванням діакритичного знаку седіль.

## Використання

### Варіація літери C
Як правило, літера позначає звук /s/ у ситуаціях, коли «c» зазвичай позначав би /k/ у таких мовах:
- Каталанська. Літера має назву ce trencada («ламана C»), де може використовуватися перед «a», «o», «u» чи в кінці слова. Деякі приклади: amenaça «загроза», torçat «кручений», forçut «сильний», dolç «солодкий». Відомою власною назвою з цією літерою є Barça, каталанська зменшувальна назва ФК Барселона, яка використовується в тому числі в іспаномовній пресі.
- Французька (cé cédille). Приклади: français «французький», garçon «хлопчик», leçon «урок». Може використовуватися на початку слова (ça), але не в кінці. У французьких книжках коміксів, де всі літери великі рукописні, седіль зображено як навскісну лінію, що перетинає нижню частину літери «C» в її середині. При цьому «ç» так само використовується виключно перед a, o та u: перед e, i та y вона непотрібна через наявність «c».
- Фріульська (c cun cedilie). Позначає глухий заясенний африкат /tʃ/ перед «a», «o», «u» та в кінці слова.
- Окситанська (ce cedilha). Приклади: torçut «кручений», ça que la «тим не менш», braç «рука».
- Португальська (cê cedilhado чи cê-cedilha). Позначає глухий /s/ перед «a», «o» та «u». Приклади: taça «чашка», braço «рука», açúcar «цукор», coração «серце». У сучасній португальській мові літера ніколи не стоїть на початку слова (наприклад, зменшувальне від Conceição буде São, а не Ção), а також перед «e» та «i» (в цьому випадку глухий /s/ позначається літерою «c»).
- У англійській та баскській мовах ç (c-cedilla та ze hautsia відповідно) використовується в запозиченнях на зразок façade та limaçon (хоча в англійській седіль зазвичай уникається — facade). Так само вона використовується в іспанській мові, особливо в каталанських запозиченнях та власних назвах.
- У менській використовується в диграфі «çh», що вимовляється як /tʃ/, на відміну від «ch» /x/.

### Самостійна літера
Як самостійна літера, Ç позначає глухий заясенний африкат /tʃ/ у таких мовах:
- Албанська: 4-та літера абетки.
- Азербайджанська: 4-та літера абетки.
- Кримськотатарська: 4-та літера латинського варіанту абетки.
- Пушту: 5-та літера латинського варіанту абетки.
- Татарська: 5-та літера латинського варіанту абетки.
- Турецька: 4-та літера абетки.
- Туркменська: 3-тя літера абетки.
- Зазакі: 4-та літера абетки.

### Інше
У Міжнародному фонетичному алфавіті /ç/ позначає глухий твердопіднебінний фрикативний, який зустрічається, наприклад, в англійському слові hue чи російському мягкий.

## Кодування
| Графема | HTML     | Юнікод | TeX   |
| ------- | -------- | ------ | ----- |
| Ç       | &Ccedil; | U+00C7 | \c{C} |
| ç       | &ccedil; | U+00E7 | \c{c} |